# Pláza

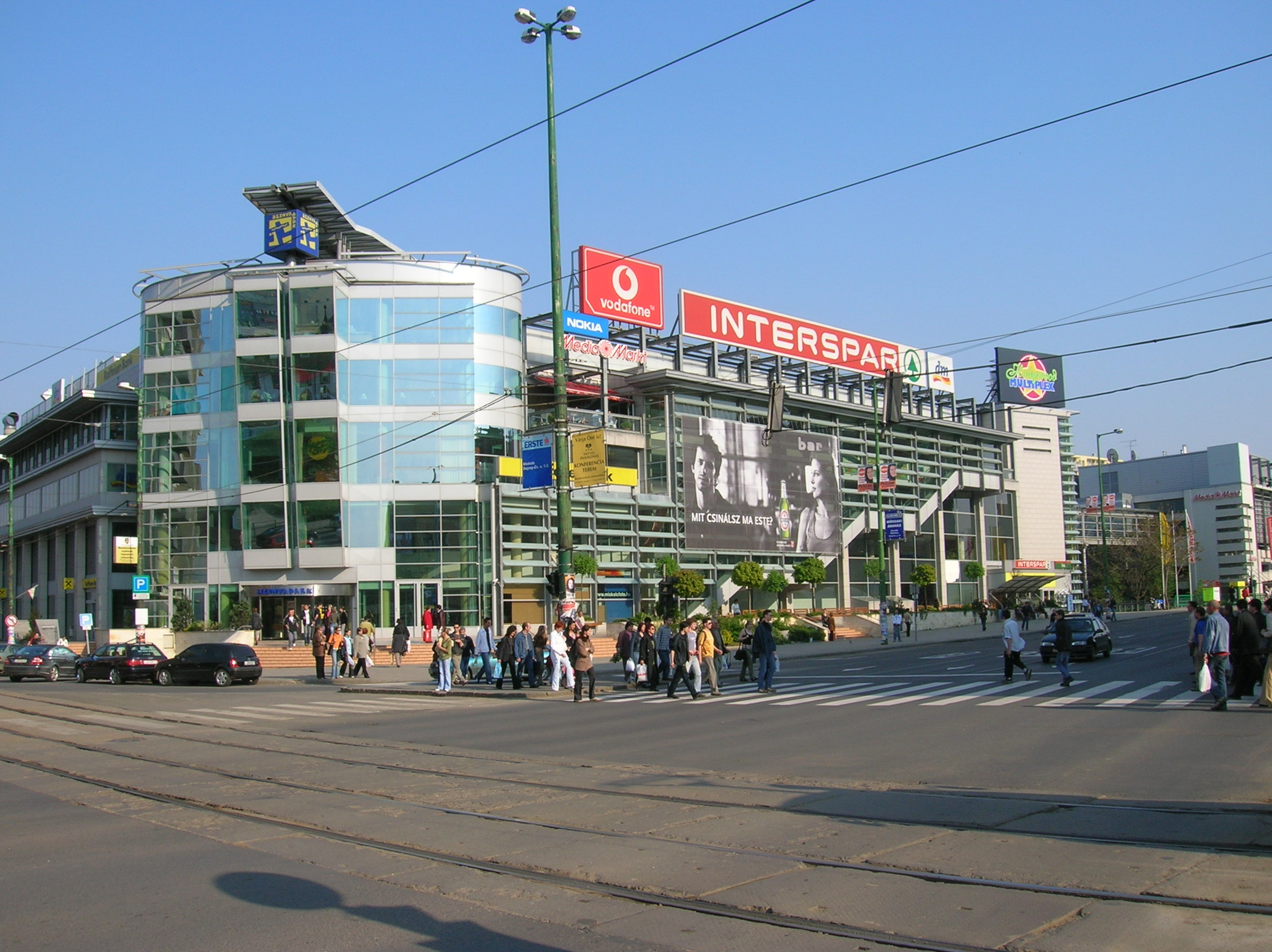
Egy miskolci plaza, a Szinvapark

A pláza modern nagyvárosi bevásárlóközpont-komplexum, amely a kiskereskedelmi üzleteken kívül étkezési és egyéb szolgáltatásokat (éttermeket, büféket stb.), valamint gyakran szórakozási, kikapcsolódási lehetőségeket (mozi, játékterem stb.) egyaránt kínál egy épületegyüttesben integrálva.

## Az elnevezés eredete
A plaza szó spanyol eredetű, jelentése ’(fő)tér’. A spanyol szó forrása a középkori latin PLATEA, ’széles út, tér’. Már az ókori görögök és rómaiak korában is minden város rendelkezett egy főtérrel vagy csomóponttal (a görögöknél agóra, piactér), amely a város fontos kereskedelmi központjaként működött. A középkori Spanyolországban e szerepet a Plaza Mayor („főtér”) töltötte be, majd újkeletű kifejezésként a modern bevásárlóközpontokra kezdték el használni először az angolban, ahonnan átkerült a többi nyelvbe is. Azonos eredetű a magyar piac szó is, amely az olasz közvetítésével (piazza) került a nyelvünkbe.

### A világ bevásárlóközpontjai közül néhány kiemelt pláza[1]
| Bevásárlóközpont               | Város                    | Ország                  | Üzletek területe/ Teljes terület(in m²) | Megnyitás            | Egyéb adat                                                                                |
| ------------------------------ | ------------------------ | ----------------------- | --------------------------------------- | -------------------- | ----------------------------------------------------------------------------------------- |
| Iran Mall                      | Teherán                  | Irán                    | 1.400.000                               | 2018                 | A világ legnagyobb bevásárlóközpontja, komplexum                                          |
| Arkadia (Varsó)                | Varsó                    | Lengyelország           | 103.000 / 287.000                       | 2004                 | Lengyelország legnagyobb bevásárlóközpontja                                               |
| Akropolis                      | Vilniusz                 | Litvánia                | 108.000                                 | 2002                 | A Baltikum legnagyobb bevásárlóközpontja                                                  |
| Ala Moana Center               | Honolulu                 | USA                     | 245.000                                 | 1986                 | Mega-Open-Air bevásárlóközpont Hawaiion                                                   |
| Aricanduva Mall                | São Paulo                | Brazilia                | 342.000                                 | 1991                 | Brazilia legnagyobb bevásárlóközpontja                                                    |
| Beijing Mall                   | Peking                   | Kína                    | 440.000                                 | 2005                 | A világ negyedik legnagyobb bevásárlóközpontja                                            |
| Berjaya Times Square           | Kuala Lumpur             | Malaysia                | 700.000                                 |                      | Ázsia második legnagyobb bevásárlóközpontja                                               |
| Bluewater                      | Kent                     | Egyesült Királyság      | 312.000                                 |                      | Az Egyesült Királyság legnagyobb bevásárlóközpontja                                       |
| Central World                  | Bangkok                  | Thaiföld                | 550.000 / 1.024.000                     | 2006 (átépítés után) | Thaiföld legnagyobb bevásárlóközpontja                                                    |
| Centro Colombo                 | Lisszabon                | Portugália              | 119.725                                 | 2000                 | Portugália legnagyobb bevásárlóközpontja                                                  |
| CentrO                         | Oberhausen               | Németország             | 119.000 / 830.000                       | 1996                 | Németország legnagyobb bevásárlóközpontja                                                 |
| Cevahir Shopping Mall          | Isztanbul                | Törökország             | 412.000                                 | 2005                 | Európa második legnagyobb bevásárlóközpontja                                              |
| COEX Mall                      | Szöul                    | Dél-Korea               | 165.000                                 | 200                  | A világ legnagyobb föld alatti bevásárlóközpontja                                         |
| Dubai Mall                     | Dubai                    | Egyesült Arab Emírségek | 350.000 / 1.120.000                     | 2008                 | A Burj Khalifa közelében, nagy szabadidőközpont (nyitás 2008)                             |
| Galleria Vittorio Emanuele II  | Milánó                   | Olaszország             | 20.000                                  | 1867                 | belvárosi elhelyezkedés, igényes, korabeli belső                                          |
| Solotoi Wawilon Rostokino      | Moszkva                  | Oroszország             | 170.000                                 | 2009                 | Oroszország legnagyobb bevásárlóközpontja, Európa legnagyobb belvárosi bevásárlóközpontja |
| Golden Resources Shopping Mall | Peking                   | Kína                    | 680.000                                 |                      | Kína második legnagyobb bevásárlóközpontja                                                |
| Grandview Mall                 | Guangzhou                | Kína                    | 420.000                                 | 2005                 |                                                                                           |
| Kaufhaus Nr. 1                 | Phenjan                  | Észak-Korea             | 40.000                                  | 1982                 | Észak-Korea legnagyobb bevásárlóközpontja                                                 |
| King of Prussia Mall           | Philadelphia             | USA                     | 250.000                                 |                      | Az USA második legnagyobb bevásárlóközpontja                                              |
| Mall of America                | Bloomington              | USA                     | 390.000                                 |                      | Az USA legnagyobb bevásárlóközpontja                                                      |
| Mall of Arabia                 | Dubai                    | Egyesült Arab Emírségek | 1.000.000 / 2.000.000                   | 2013                 | A teljes átadás után a világ legnagyobb bevásárlóközpontja lehet                          |
| Mall of the Emirates           | Dubai                    | Egyesült Arab Emírségek | 225.000                                 | 2005                 | Dubai legnagyobb bevásárlóközpontja 2008-ig                                               |
| Mediterranean Cosmos           | Thesszaloniki            | Görögország             | 250.000                                 | 2005                 | A legnagyobb bevásárlóközpont a Balkánon                                                  |
| Mega Belaja Datscha            | Moszkva                  | Oroszország             | 214.000 / 390.000                       | 2006                 | Európa legnagyobb bevásárlóközpontja                                                      |
| MetroCentre                    | Gateshead                | Egyesült Királyság      |                                         |                      | Nagy-Británnia másodk legnagyobb beásárlóközpontja                                        |
| Nordstan                       | Göteborg                 | Svédország              | 320.000                                 | 1972                 | Észak-Európa legnagyobb bevásárlóközpontja                                                |
| Pakuwon Mall                   | Surabaya                 | Indonézia               | 200.000                                 | 2003                 | Indinézia legnagyobb bevásárlóközpontja                                                   |
| Siam Paragon                   | Bangkok                  | Thaiföld                | 500.000                                 | 2005                 | Thaiföld luxus plázája                                                                    |
| Shopping City Süd              | Vösendorf/Wiener Neudorf | Ausztria                | 173.000 / 270.000                       | 1976                 | Ausztria legnagyobb bevásárlóközpontja                                                    |
| South China Mall               | Tungkuan                 | Kína                    | 900.000                                 | 2005                 | Kína legnagyobb bevásárlóközpontja                                                        |
| West Edmonton Mall             | Edmonton                 | Kanada                  | 500.000                                 |                      | Sokáig a világ legnagyobb bevásárlóközpontja                                              |
| West Gate                      | Zágráb                   | Horvátország            | 100.000 / 227.000                       | 2009                 | Horvátország legnagyobb bevásárlóközpontja                                                |

## Története
Az első ilyen bevásárlóközpont az Amerikai Egyesült Államokban épült Country Club Plaza néven spanyol építészeti stíluselemekkel, és 1922-ben nyílt meg a Missouri állambeli Kansas Cityben. Az elnevezést később kiterjesztették az üzletekre és áruházakra, bevásárlókomplexumokra arra utalva, hogy egyben a kulturális élet központjai is. Jelenleg használják olyan épületekre, középületekre is, amelyek alsó szintje üzleteket, szolgáltatásokat, felsőbb szintjei pedig irodaházat vagy szállodát foglalnak magukba.
Magyarországon az első ilyen komplexum, amelyet már plázának hívtak, az 1996-ban megnyílt Duna Plaza volt Budapesten, majd egyre több épült és épül ma is a nagyvárosokban, háttérbe szorítva a hagyományos áruházakat.
A modern bevásárló központok történetének mérföldkövei, főbb fejlődési fejezetek
| ÉV   | Központ neve                          | Város, ország                                 | Információ                                                                 |
| ---- | ------------------------------------- | --------------------------------------------- | -------------------------------------------------------------------------- |
| 1798 | Passage du Caire                      | Párizs                                        | Párizs első fedett-sétáló bevásárlóközpontja                               |
| 1828 | Westminster Arcade                    | Providence, RI, US                            | Az USA első fedett-sétáló bevásárlóközpontja                               |
| 1907 | Roland Park Shopping Center           | Baltimore, MD, US                             | Első külvárosi bevásárlóközpont                                            |
| 1913 | Nugents                               | St. Louis, MO, US                             | Első belvárosi bevásárlóközpont külvárosi márkák részére is nyitva állt    |
| 1916 | Market Square (Lake Forest, Illinois) | Lake Forest, IL, near Chicago, US             | Első elővárosi bevásárlóközpont                                            |
| 1923 | Country Club Plaza                    | Kansas City, MO, US                           | Első regionális bevásárlóközpont                                           |
| 1928 | Bank Block                            | Grandview Heights, OH, Columbus közelében, US | Az első bevásárlóközpont, ahol több szupermarket lánc is megtalálható volt |
| 1930 | Suburban Square                       | Ardmore, PA, Philadelphia mellett , US        | Az első bevásárlóközpont, áruházzal                                        |
| 1947 | Broadway-Crenshaw Center              | Los Angeles, CA, US                           | Az első regionális szintű bevásárlóközpont, üzletekkel és boltokkal        |
| 1954 | Valley Fair Mall                      | Appleton, WI Green Bay közelében, US          | Az első zárt rendszerű pláza                                               |
| 1956 | Southdale Center                      | Edina, MN near Minneapolis, US                | A második zárt rendszerű pláza                                             |
| 1986 | West Edmonton Mall                    | Edmonton, Kanada                              | A világ legnagyobb plázája, 1986–2004                                      |
| 1992 | Mall of America                       | Bloomington, MN Minneapolis mellett, US       | Az USA legnagyobb plázája, 1992                                            |
| 2005 | South China Mall                      | Tungkuan (Dongguan) Kína                      | A világ legnagyobb plázája, 2005                                           |

## A plázák magyarországi története
Az 1990-es éveket megelőzően még nem létezett a magyar köznyelvben a pláza szó, inkább az üzletközpont szót használták. A Centrum és Skála áruházak dominálta korszak két legjelentősebb üzletközpontja a Budapesten a Flórián téren, illetve az Örs Vezér terénél épült fel. A Flórián üzletközpont a panelkorszak szülte óbudai panelrengeteg lakóinak kiszolgálására épült, megnyitóját 1976. június 30-án tartották, 19000 négyzetméteren 25 üzlet állt a vásárlók rendelkezésére. A rendszerváltás előtt a legnagyobb üzletközpont az 1980-ban átadott Sugár volt. Közel 30 ezer négyzetméteren 80 üzletet és 200 parkolóhelyet kínált a látogatóknak.
A rendszerváltás utáni első, immáron "amerikai" "pláza" a Gyöngyösi úti metróállomásnál megépült Duna Plaza volt. A helyszín az 1990-ben átadott metróállomás közvetlen közelében található. Mérete 37 ezer négyzetméter. Az 1996. október 14-én történt megnyitáskor még jégkorcsolya pályája is volt, ezt később megszüntették.
A Duna Plaza nem sokáig élvezhette a legújabb pláza címet. Már 1996 végén megnyitott a jóval nagyobb Pólus Center, amely a megnyitásakor 56 ezer négyzetméterével nem csak Budapest, hanem az egész kelet-európai régió legnagyobbjának számított. Az EuroPark Kispesten nyitotta meg kapuit 1997. március 11-én, 25600 négyzetméteren, 68 üzlettel. 1997-ben nyitott meg a Csepel Plaza is, majd a Lurdy-ház 1998 őszén nyitott meg a Mester utca és a Hungária körgyűrű sarkán.
A Mamut 1998-ban nyitott, továbbá 2001-ben nyílt meg a Mammut II. A Westend 1999. november 12-én nyitotta meg kapuit a Nyugati téren. A beruházó TriGranit Fejlesztési Részvénytársaság volt, amelynek vezetője Demján Sándor volt. A Westend nem csupán Budapest egyik legnagyobb bevásárlóközpontja, a komplexum egy Hilton szállodát és egy irodaházat is magába foglal. A Campona is 1999-ben nyitott, de a város belső részeitől igen messze. A nagy dobás ezen a helyen a Tropicarium megnyitása volt. A 2000-es évek elejétől mind a fővárosban, mind vidéken sorban nyitottak a plázák. A MOM Park bevásárlóközpontja 2001-ben nyitott, az az Örs vezér terén az Árkád 2002. március 20-án. Az Aréna Plaza 2007. november 15-én nyitott meg, az Allee 2009. november 11-én, 11 óra 11 perckor nyitott meg, még jóval a 4-es metró állomásának átadása előtt. A  Corvin Plaza 2010. október 27-én nyitott meg a Corvin-Szigony projektként indult, végül Corvin Sétányra keresztelt józsefvárosi rehabilitációs program keretében. A KÖKI Terminál 2011. május 18-iki átadásáig hosszú, rögös út vezetett. Beütött a válság, a metróvégállomás átépítésénél is hibáztak, korábban már kiközölt látványterveket töröltettek, és kis híján be is csődölt az bevásárlóközpont.
A tervek szerint 2025. októberben nyílik meg Zuglóban egy 11 ezer négyzetméternyi bevásárlóközpont, amelynek a  'Zenit Corso' nevet adták és a Budapest, XIV. Csömöri út. 13. szám alatt található.
Vidéki plázák
- Győr Plaza, Győr (1998)
- Sopron Plaza, Sopron (1998)
- Debrecen Plaza, Debrecen (1998)
- Alba Plaza, Székesfehérvár (1999)
- Alba üzletház, Salgótarján (1999)
- Pécs Plaza, Pécs (1999)
- Nyír Plaza, Nyíregyháza (2000)
- Miskolc Plaza, Miskolc (2000)
- Kanizsa Plaza, Nagykanizsa (2000)
- Kaposvár Plaza, Kaposvár (2000)
- Szeged Plaza, Szeged (2000)
- Szinva Park, Miskolc (2000)
- Szolnok Plaza, Szolnok (2001)
- Savaria Plaza, Szombathely (2001)
- Csaba Center, Békéscsaba (2001)
- Zala Plaza, Zalaegerszeg (2002)
- Keszthely Plaza, Keszthely (2003)
- Balaton Plaza, Veszprém (2004)
- Pécs Árkád, Pécs (2004)
- Malom Központ, Kecskemét (2005)
- Gyöngyház Plaza, Gyöngyös (2006)
- Győr Árkád, Győr (2006)
- Vértes Center, Tatabánya (2007)
- Debrecen Fórum, Debrecen (2008)
- Agria Park, Eger (2008)
- Nyíregyháza Korzó, Nyíregyháza (2008)
- Pelikán bevásárlóközpont, Szolnok (2008)
- Szeged Árkád, Szeged (2011)
- Sió Plaza, Siófok (2012)

Plázák Budapesten
- Sugár (1980)
- Budagyöngye (1994)
- Duna Plaza (1996)
- Pólus Center (1996)
- Csepel Plaza (1997)
- Shopmark (1997) ( 2017-ig Europark)
- Mammut I (1998)
- Lurdy Ház (1998)
- Campona (1999)
- WestEnd City Center (1999)
- GoBuda (2022-ig Eurocenter) (2000)
- Eleven Center (2000)
- Mammut II (2001)
- MOM Park (2001)
- Árkád (2002)
- World Mall (2003) (2024-ig AsiaCenter)
- Savoya Park (2004)
- Újbuda Center (2006)
- Arena Mall (2007) (2018-ig Arena Plaza)
- Allee (2009)
- Corvin Plaza (2010)
- KöKi Terminál (2011)
- Europeum (2011)
- Etele Plaza (2020)

## Fordítás
- Ez a szócikk részben vagy egészben a Plaza című angol Wikipédia-szócikk fordításán alapul.  Az eredeti cikk szerkesztőit annak laptörténete sorolja fel. Ez a jelzés csupán a megfogalmazás eredetét és a szerzői jogokat jelzi, nem szolgál a cikkben szereplő információk forrásmegjelöléseként.